# Kjell Nordby
Kjell Olav Nordby, född 1 februari 1946, är generalmajor i Norges flygvapen och var tidigare fotbollsdomare för Rygge Idrettslag.

## Fotboll
Nordby dömde 73 matcher under 15 säsonger i den norska Eliteserien. Han dömde cupfinalen år 1987 mellan Bryne och Brann. Den var en av initiavtivtagarna till Norsk Fotbolldomarförening, och var föreningens första ordföranden (1986–1991).

## Militär karriär
Nordby var piloti Norges flygvapen med 2.700 flygtimmar i Northrop F-5. Nordby var en av de första piloterna i Norge som fick träning i att flyga F-16.
Nordby var bland annat chef för Andøya flystasjon. 2003 blev han utnämnd till generalmajor och blev Deputy Commander för Natos CAOC i High Wycombe i England.